# آزمایشگاه دکتر ردی
آزمایشگاه دکتر ردی (به انگلیسی: Dr. Reddy's Laboratories) شرکت صنایع داروسازی هندی است، که در زمینه تولید و عرضه انواع داروهای صناعی فعالیت می‌نماید. بزرگترین شریک تجاری این شرکت شرکت بریتانیایی گلاکسواسمیت‌کلاین است.
شرکت دکتر ردی در سال ۱۹۸۴ توسط آنجی ردی تأسیس شد. دفتر مرکزی این شرکت در شهر حیدرآباد، هند قرار دارد و بخشی از سهام آن در بازارهای بورس نیویورک، بورس اوراق بهادار بمبئی و بورس اوراق بهادار ملی هند دادوستد می‌شود.